# 杉江翼
杉江 翼（すぎえ たすく）は、日本の漫画家。日本アニメ・マンガ専門学校卒業生。

## 賞歴
- アドレナリン‼︎ - 第13回（2008年7月）JUMPトレジャー新人漫画賞 佳作
雑誌掲載はされず、Web公開された。

## 作品
連載
- 天神-TENJIN-（原作:小森陽一、ネーム:田岡宗晃、『ジャンプLIVE』→『少年ジャンプ+』（集英社）、2015年 - 2019年、全14巻）
  - 天神-TENJIN- （原作:小森陽一、ネーム：田岡宗晃、『少年ジャンプ＋』2015年6月23日 - 10月13日）
  - 天神-TENJIN- 音速の鷲（原作:小森陽一、ネーム：田岡宗晃、『少年ジャンプ＋』2015年12月1日 - 2016年10月16日）
  - 天神-TENJIN- イーグルネスト（原作:小森陽一、ネーム：田岡宗晃、『少年ジャンプ＋』2017年2月8日 - 2019年5月29日）

- 荒野のコトブキ飛行隊 （作者: 構成・ストーリー：田岡宗晃、原作:荒野のコトブキ飛行隊、(c)荒野のコトブキ飛行隊製作委員会『少年ジャンプ＋』2019年4月24日 - 2020年3月25日、全1巻）
『天神-TENJIN-』イーグルネスト編完結話の掲載と同時に連載開始。前作、天神-TENJIN-と同じく連載Webサイトは『少年ジャンプ＋』で構成とストーリーは田岡宗晃が担当する。アニメ『荒野のコトブキ飛行隊』のコミカライズ。飛行船とプロペラ機が主な輸送手段の世界で、女性5人のコトブキ飛行隊がプロペラ機に乗って積み荷の用心棒を行う。
- 遊☆戯☆王SEVENS ルーク!爆裂覇道伝!!（ストーリー:彦久保雅博、『Vジャンプ』（集英社）、2020年9月19日 - 2022年3月19日、全3巻）

読切
- 甲子園ノ魔物 （原作:田岡宗晃、『少年ジャンプNEXT!』（集英社）2011 WINTER）
田岡は本作が漫画原作者としてのデビュー作となる。
甲子園には「魔物」がいた。人間の織りなすドラマや熱気を好む魔物は、甲子園出場を目指す高校の野球部員の主人公に試合を操作して甲子園に連れて行くことを提案するが、主人公は「魔物」を拒否。人間としての野球で「魔物」の妨害を乗り越える。
- 革命のシェヘラザード （原作:田岡宗晃、『少年ジャンプNEXT!』2013 WINTER）
技術は高いが芸術性のないフィギュアスケーターと、天才フィギュアスケーターの幽霊が出会う。

## 関連人物
- 古舘春一 - 『詭弁学派、四ッ谷先輩の怪談。』の連載中にアシスタントとして参加[2]
- 大石浩二 - 『いぬまるだしっ』の連載中にアシスタントとして参加。そのときはメガネをかけていたことも明記されている[3]